# O Último Papa
O Último Papa é o segundo livro da autoria de Luís Miguel Rocha e o seu primeiro thriller religioso.
Foca-se na estranha morte do Papa João Paulo I, Albino Luciani. Este, supostamente, terá sido assassinado porque iria substituir membros da Cúria Romana, que estavam envolvidos em negócios de lavagem de dinheiro, com a Loja Maçónica P2. Luciani descobrira quem eram esses membros graças a uma lista criada por Carmine "Mino" Pecorelli, fundador de um semanário italiano, especialista em escândalos políticos. Este enviou a lista para o Vaticano, onde João Paulo I tomou a decisão de expulsar quem estivesse envolvido no assunto. Por esse motivo, terá sido supostamente assassinado.
Em 2006, Valdemar Firenzi encontra essa lista e outros documentos relacionados nos Arquivos Secretos do Vaticano. Começa a ser perseguido por isso e envia os documentos para várias pessoas, entre elas a sua afilhada e protagonista da história, Sara Monteiro.
Quando Sara, jornalista em Londres, regressa de umas férias em Portugal, encontra a lista enviada por Firenzi. Começa a ser perseguida por agentes da CIA, a qual está supostamente relacionada com a P2. Ajudada por Rafael, um homem misterioso, ela tem de fugir para sobreviver.

## Personagens
- Sara Monteiro: jornalista portuguesa, a trabalhar em Londres, é perseguida devido a possuir uma lista de membros da P2. É auxiliada por Rafael na sua fuga.
- Rafael Santini/Jack Payne: infiltrado na P2 e na CIA com o nome de Jack Payne, ele não mostra preocupação em matar quem se meta no seu caminho para salvar Sarah. Chega até a provocar um bombardeamento em Londres que causa dezasseis mortos. Acaba-se por descobrir que Rafael é um padre de Roma, enviado pelo Vaticano para impedir que a lista caísse nas mãos erradas.
- JC: é o assassino de Albino Luciani e, agora, dirige a P2, sendo o responsável pela perseguição a Sarah Monteiro. É temido pelos seus subalternos.

O livro tem alguns capítulos históricos, onde interagem outras personagens como Albino Luciani, a Irmã Lúcia, Aldo Moro, Mino Pecorelli, o Cardeal Villot, o bispo Paul Marcinkus, entre outros.

## Factos e ficção
Segundo o autor, a personagem JC é factual, sendo "o verdadeiro assassino de Albino Luciani". Também são reais a loja P2, as personagens e acontecimentos descritos nos capítulos históricos do livro e os documentos que levam à fuga de Sara.
São, no entanto, fictícias as restantes personagens e as aventuras vividas por Sara Monteiro.
No livro, apresenta-se, numa conversa entre Albino Luciani e a irmã Lúcia, aquele que o autor afirma ser "o verdadeiro terceiro segredo de Fátima": o assassinato de Albino Luciani. Ela disse-lhe: "Quanto a si, Senhor Patriarca, a Coroa de Cristo e os dias de Cristo." Ou seja, após se tornar Papa, Albino Luciani apenas viveu trinta e três dias, o número de anos que Jesus Cristo viveu. Luís Miguel Rocha diz ter tido acesso ao diário de João Paulo I, onde este disse (no dia 20 de setembro de 1978): "Os anos de Cristo serão os meus dias. Hoje é o vigésimo quinto dia do meu Pontificado, os anos de Cristo foram trinta e três." Ouvindo o terceiro segredo da boca de Lúcia antes de ser eleito Papa, Albino Luciani, quando eleito Sumo Pontífice, disse para os cardeais que o elegeram: "Que Deus vos perdoe pelo que fizeram comigo."
Segundo JC, o suposto assassino de Albino Luciani, este morreu nas primeiras horas de 29 de setembro de 1978, e não a 28 de setembro, como diz a versão histórica oficial. A personagem JC do livro foi adaptada para a ficção e diz: "Antes de mais, quero corrigir um erro histórico (…). Albino Luciani pereceu no dia 29 de setembro de 1978, à primeira hora do dia. Não há necessidade de me perguntar como é que sei disso. Fui o último homem a vê-lo com vida e o primeiro a vê-lo morto."